# 虹桥镇 (乐清市)
虹桥镇是中华人民共和国浙江省温州市乐清市下辖的一个镇。地处国家级风景区北雁荡山南麓，东濒乐清湾，南接甬台温高速公路，西南距温州机场60公里。虹桥镇是乐清市经济最发达的4个镇之一，这4个镇常被本地媒体成为“四大集镇”。

## 行政区划
虹桥镇下辖以下村级行政区划单位：
第一社区、第二社区、第三社区、第四社区、第五社区、第六社区、第七社区、第八社区、上陶村、东街村、河深桥村、东垟村、钱家垟村、桥南村、桥北村、七村、八村、连桥村、邵东吕村、仙垟陈村、仙垟赵村、上仙垟村、下仙垟村、塔东村、一村、西街村、三村、四村、建强村、黎明村、龙坦村、邬家桥村、周宅村、田垟季村、吴宅村、潘宅村、上沿村、下沿村、大乌石村、龙泽村、下村、兴宝坦村、南村、北村、西塘村、港沿村、里弄巷村、埭下村、湾底村、凰岙村、长山前村、长山后村、武宅村、塔桥村、下桥村、水坑村、信岙村、蒋宅村、上滕村、严宅村、东馆村、瑶北村、瑶南村、界屿村、溪东村、溪西村和小乌石村。
原虹桥镇面积57.31平方千米，辖8个居委会和78个自然村。2011年4月，乐清市进行了行政区划调整，原来的蒲岐镇和南岳镇并入虹桥镇，使新虹桥镇的面积达到115.1平方千米，人口16.9万左右，辖93个村和10个居委会。广义上的虹桥地区指的是乐清市中部讲虹桥话人口所居住的几个乡镇，除虹桥镇外，还包括现在的淡溪镇和石帆街道、天成街道两办事处辖区。

## 地理
虹桥镇位于乐清市中部虹桥盆地。四面环山，唯东南一角无山，朝向乐清湾。北部为雁荡山余脉白龙山，主峰海拔716米，为镇内最高峰。盆地内地势平坦，水网纵横，一片江南水乡景象。虹桥盆地素有“温州粮仓”之称，与乐清市南部的柳川平原同为乐清市的人口稠密区域。

## 交通
公路：104国道线2014年一月底，原贯穿虹桥镇中心的国道线已改道完成并开通，104国道过境公路自乐清市石帆街道上河头村路段至虹桥镇南阳村路口，全长全长8.03公里，路宽33米，为一级公路。
甬台温高速公路穿过境内南部，设有蒲岐出口，该出口离虹桥镇中心3公里。
铁路：甬台温铁路穿过境内北部，并在绅坊村设有车站，辐射虹桥地区30万人口。由于虹桥镇和上海虹桥镇重名，所以车站被命名为绅坊站，2021年11月18日又改名乐清东站。乐清东站距离虹桥镇中心5公里，非常方便。由于乐清市地形狭长，人口区块呈带状分布，使得它成为全国少有的拥有3个动车火车站的县级市，从北至南分别为雁荡山站、绅坊站、乐清站。

## 方言
虹桥地区方言俗称虹桥话，流行于乐清市中部虹桥镇、蒲岐镇、南岳镇、淡溪镇、石帆镇、天成乡、四都乡等乡镇。另外芙蓉镇、南塘镇、清江镇以及雁湖乡也有大量的虹桥话人口。虹桥话总人口在30万左右。
乐清地处温州与台州之间，所以乐清的方言特征呈现出瓯语和台州话之间的过渡特征。清江石阵岭以北通行吴语台州话，以南则通行瓯语。虹桥话、柳市话和城关的乐成话都属于瓯语方言，相互之间可以沟通，但若语速较快，则要仔细听才能听懂。瓯语和台州话之间则无法沟通。

## 历史古迹
镇内有省级文物保护单位大乌石雷公殿，位于镇北大乌石村。

## 外部連結
- 虹桥门户网 （页面存档备份，存于）
- 虹桥镇人民政府网